# Microdaceton exornatum
Microdaceton exornatum är en myrart som beskrevs av Santschi 1913. Microdaceton exornatum ingår i släktet Microdaceton och familjen myror. Inga underarter finns listade i Catalogue of Life.

## Bildgalleri

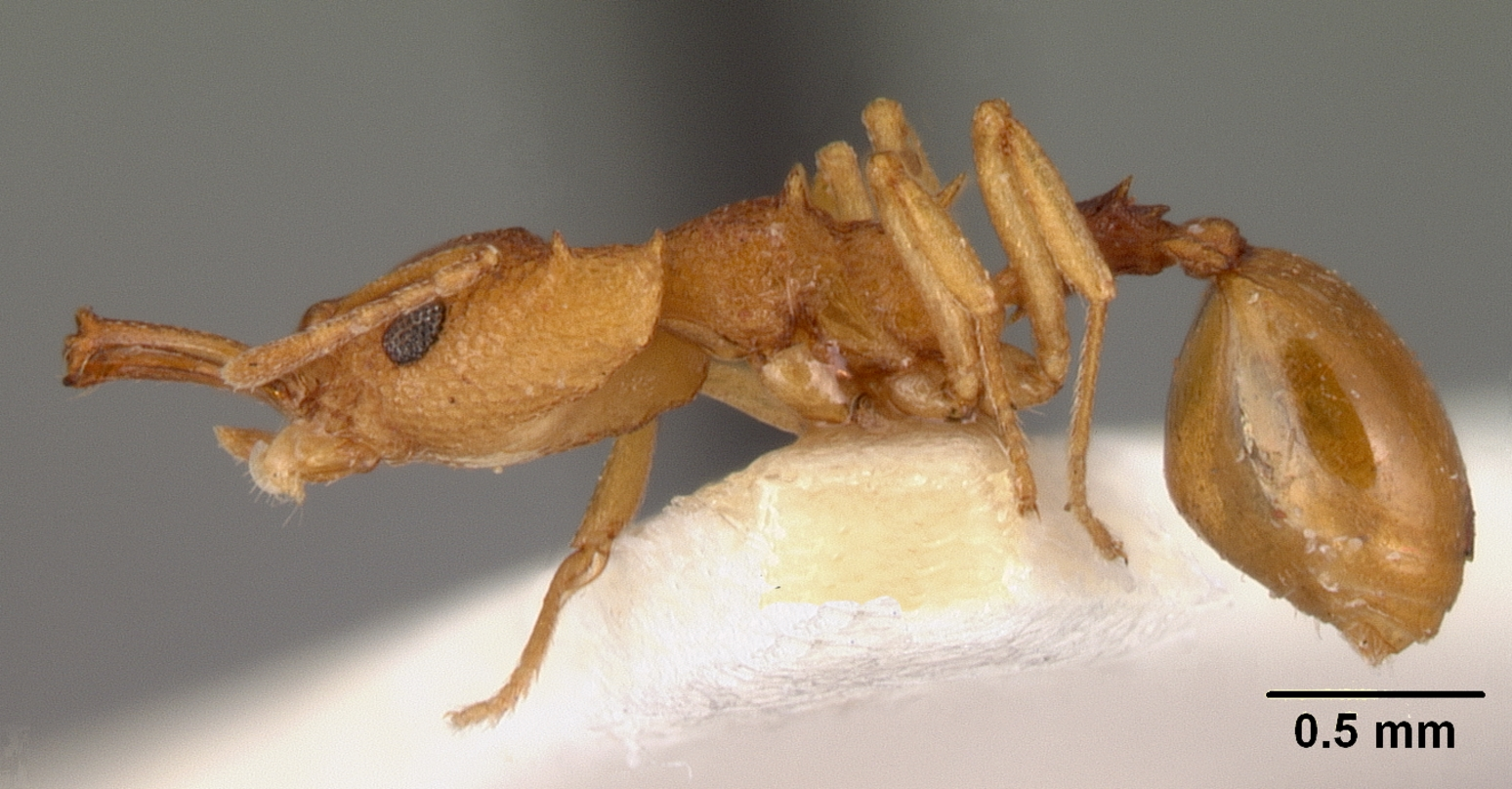